# Manchurisk hare
Manchurisk hare (Lepus mandshuricus) är en däggdjursart som beskrevs av Gustav Radde 1861. Lepus mandshuricus ingår i släktet harar och familjen harar och kaniner. IUCN kategoriserar arten globalt som livskraftig. Inga underarter finns listade i Catalogue of Life.
Arten är med en vikt av 1,4 till 2,6 kg den minsta av släktet Lepus i regionen Manchuriet. Håren som bildar pälsen på ovansidan är svartbruna till rödbruna med ett gult band i mitten. Därför har den mjuka och länga pälsen ett prickigt utseende. På kroppens sidor, bröstet och extremiteterna finns en rosa skugga. Djuret har kanelbruna öron, en vit buk och en grå svans. Före vinter blir pälsen ljusare och mer gråaktig med större vit område på undersidan.
Denna hare förekommer i nordöstra Kina, östra Ryssland och kanske även i angränsande regioner av Nordkorea. Arten vistas i kulliga regioner upp till 900 meter över havet. Habitatet utgörs av skogar. Manchurisk hare undviker öppna landskap. Honan föder vanligen en eller två ungar per kull och sällan upp till fem ungar. Arten når en kroppslängd (inklusive svans) av 41 till 54 cm.
Manchurisk hare föredrar blandskogar. Födan utgörs av kvistar, av blad som förekommer vid trädens låga delar, av frukter som ligger på marken och av örter. Djuret gömmer sig oftast i förmultnande trädstubbar och inte i sänkor som andra släktmedlemmar.